# Diamant B

Foguete Diamant

O Diamant B foi um foguete espacial francês que prestou serviço entre 1970 e 1973.

## Características
O Diamant B foi o sucessor de Diamant A, concebido para ser mais potente através da utilização de uma primeira etapa com 50% de propelente e 33% mais de Empuxo, a mesma segunda etapa e uma terceira etapa maior. Originalmente foi encomendado seis Diamant B, com os quatro primeiros pensados para ser usados em testes do Sistema de Apogeu-Perigeu do futuro foguete Europa 2. Finalmente os testes foram cancelados e os seis Diamant B encarregados foram lançados cinco, dois deles falharam.
| Voo | Data                   | Plataforma de lançamento                  | Carga                 | Resultado | Notas                                                                                   |
| --- | ---------------------- | ----------------------------------------- | --------------------- | --------- | --------------------------------------------------------------------------------------- |
| 1   | 10 de março de 1970    | Plataforma D do Centro Espacial de Kourou | Dial-WIKA / Dial-MIKA | Êxito     | Primeiro voo dun Diamant B.                                                             |
| 2   | 12 de dezembro de 1970 | Plataforma D do Centro Espacial de Kourou | Péole                 | Êxito     |                                                                                         |
| 3   | 15 de abril de 1971    | Plataforma D do Centro Espacial de Kourou | Tournesol             | Êxito     |                                                                                         |
| 4   | 6 de dezembro de 1971  | Plataforma D do Centro Espacial de Kourou | Polaire               | Falha     | Falha da segunda etapa.                                                                 |
| 5   | 21 de maio de 1973     | Plataforma D do Centro Espacial de Kourou | Castor / Pollux       | Falha     | A coifa não ejetada e os satélites não entraram em órbita. Último voo de um diamante B. |